# La mà de guido
La mà de guido est un éditeur de musique de Barcelone fondée en 1984 par le compositeur Llorenç Balsach i Peig, né à Sabadell en 1953. Depuis 1995, c'est également un label discographique. Le nom La mà de guido (« La main de Guido ») provient du système mnémotechnique  en forme de main qu'utilisait le moine Guido d'Arezzo pour enseigner la musique, appelée la main guidonienne.

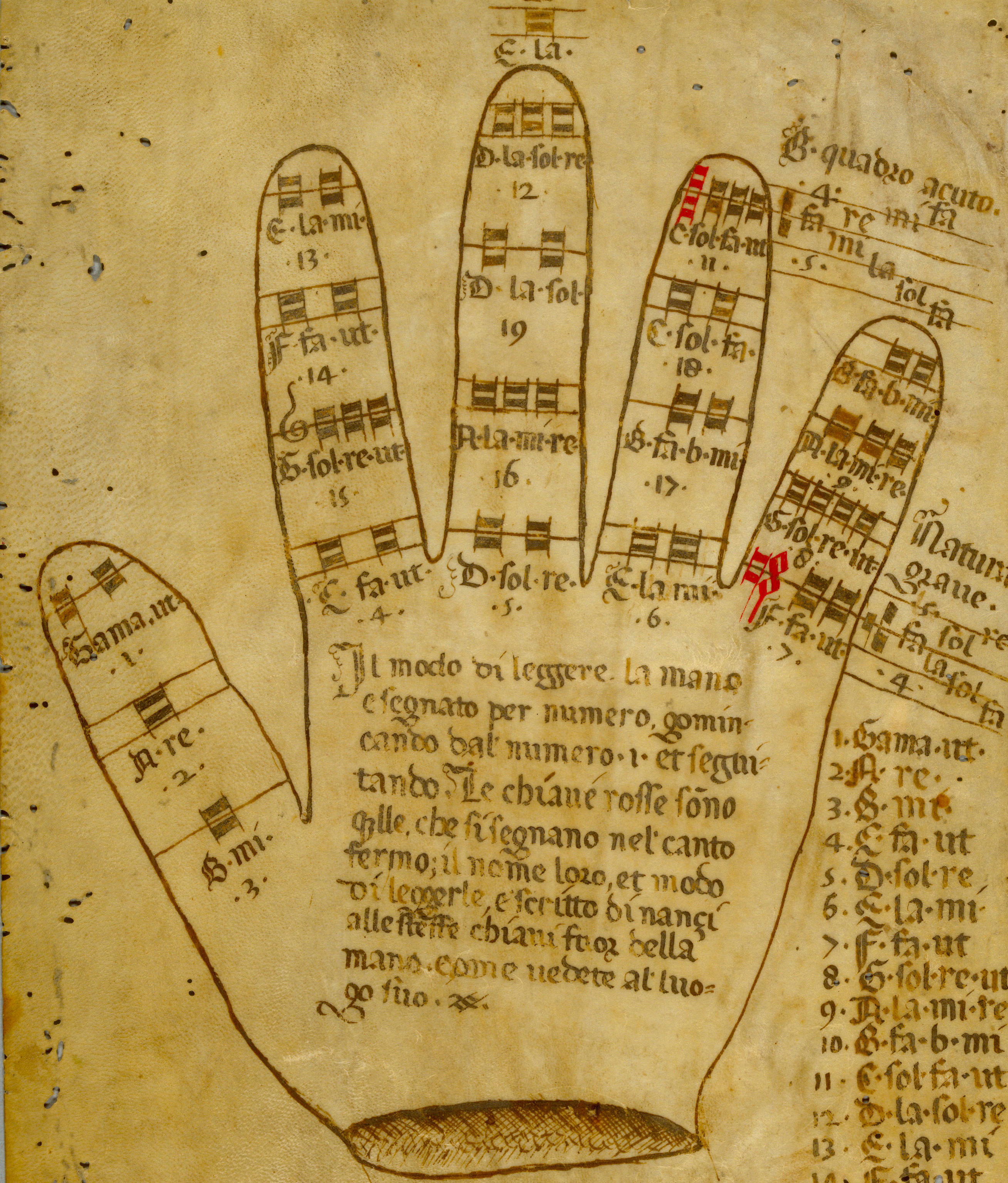
La main guidonienne.

## Programme informatique
L'activité originale de l'entreprise a été en réalité la création d'un programme informatique (La mà de guido Music Setting System) pour la réalisation de partitions par ordinateur. Ce logiciel a gagné en 1984 le prix Simolog du meilleur programme informatique (Fondation Citema-SIMO) et s'est présenté internationalement en 1986 à la foire musicale de Francfort (Francfort Musik Messe) devenant ainsi l'un des trois premiers programmes professionnels utilisés à un niveau mondial par les éditeurs de musique (les deux autres étaient, à l'époque, l'américain SCORE et l'allemand Amadeus). Pendant les premières années, l'entreprise s'est consacrée à l'amélioration de ce programme en ajoutant une version MIDI : La mà de guido Score Performance System et en réalisant le service de typographie musicale pour les éditeurs.

## Éditeur
En 1988, La mà de guido entame ses propres publications musicales, en se centrant sur des œuvres de compositeurs catalans de toutes les époques, qui, dans la plupart des cas voyaient le jour pour la première fois. L'éditeur a dès lors publié des œuvres demeurées inédites d'auteurs du XVIIIe siècle, tels Francesc Valls, Josep Pla, Manuel Canales, Francisco Marin, Josep Fàbrega et Anselm Viola ; des compositeurs du XIXe siècle comme Ramón Carnicer i Batlle, Pedro Tintorer, Antoni Nogués, Juan Bautista Pujol, Felipe Pedrell et Josep Rodoreda ; de la première moitié du XXe siècle tels, Enric Morera, Jaume Pahissa, Cristòfor Taltabull, Joan Massià, Agustín Borgunyó, Eduard Toldrà, Manuel Blancafort, Ricardo Lamote de Grignon, Federico Mompou et Joaquim Homs ; et également une longue liste de compositeurs contemporains.

## Maison de disques
En 1995, avec l'intention de refléter l'univers sonore de ses éditions imprimées, La mà de guido entame l'édition de disques et se spécialise bientôt dans l'exploitation du legs musical ibérique, avec les premiers enregistrements de compositeurs comme Francesc Valls, Juan Bautista Comes, Joan Cererols, Pedro Rabassa, Manuel Canales, Alonso Loup, Pedro Tintorer, Eduard Toldrà, Juan Manén, Ricard Lamote de Grignon et de nombreux autres.
Un an et demi plus tard en 1996, pour aborder un répertoire musical plus varié, plus ample et international et faire une collection de musique actuelle, l'entreprise crée le label Ars Harmonica.
En 2004, La mà de guido entame une ligne discographique d'enregistrements historiques d'interprètes espagnols, pour permettre d'écouter des enregistrements restaurés d'interprètes tels qu'Isaac Albéniz, Enrique Granados, Joaquín Malats, Frank Marshall, Eduard Toldrà, Pablo Casals, Juan Manén et Joan Massià.

## Production
Depuis ses débuts, et jusqu'en 2012, l'éditeur a publié quelque 390 partitions et plus de 350 disques.